# Бурбонные демократы

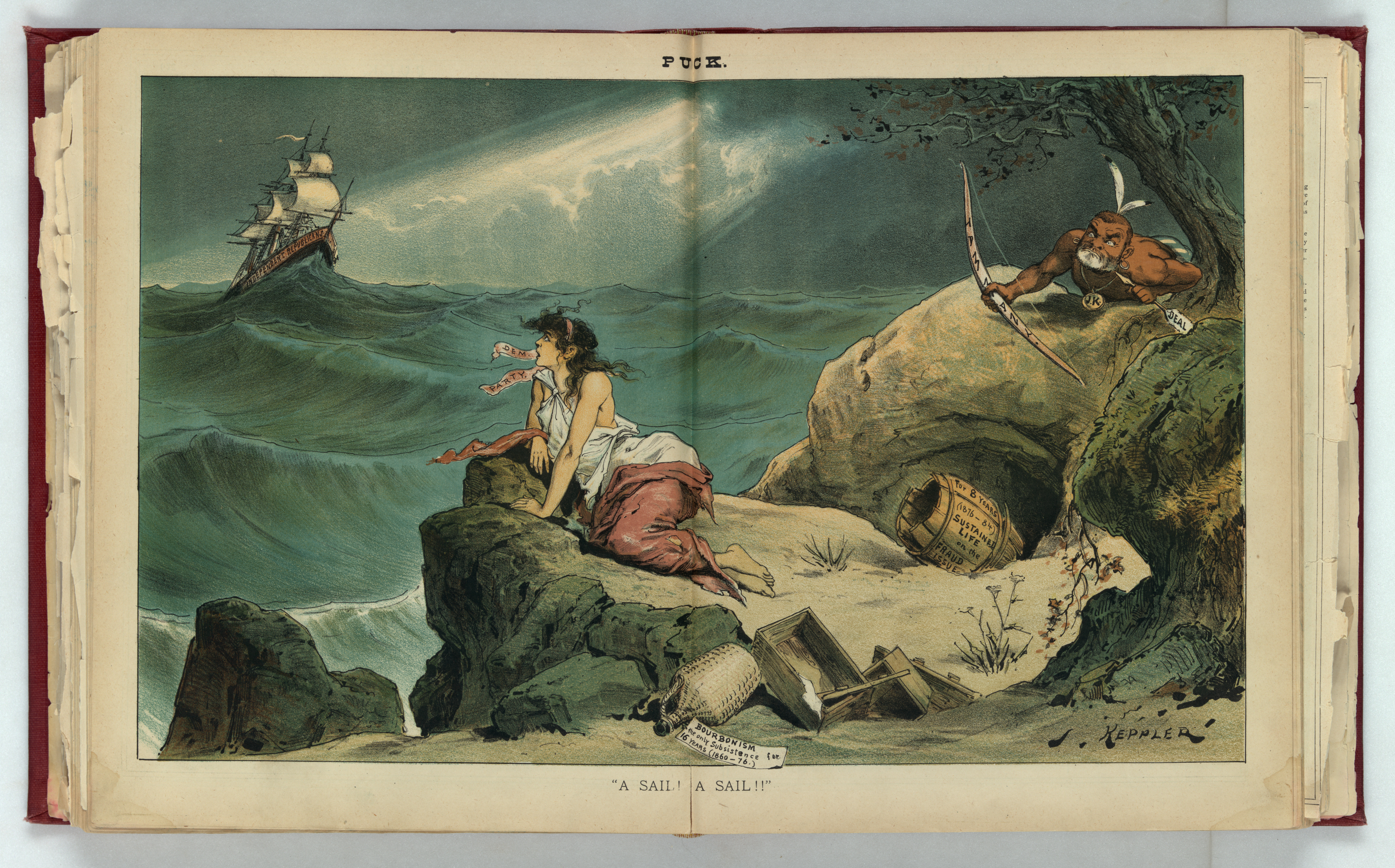
Карикатура 1884 года, иллюстрирующая упадок «демократического бурбонизма» (изображённого в виде пустого кувшина)

«Бурбонные Демократы» (англ. Bourbon Democrat) — термин, используемый в контексте истории США для обозначения членов Демократической партии, поддерживавших фискальный консерватизм или классический либерализм. К кандидатам от партии на президентских выборах от этой фракции относят Сэмюэля Тилдена в 1876 году, Гровера Кливленда в 1884, 1888 и 1892 и Элтона Паркера в 1904.
Бурбонные демократы не поддерживали государственное вмешательство в экономику и противодействовали протекционистской политике с высокими пошлинами, которую тогда продвигали республиканцы. В целом, они представляли интересы бизнеса внутри партии, в целом поддерживая банки и железные дороги, но выступая против субсидий и торгового протекционизма. Представители фракции выступали против американского империализма и зарубежной экспансии и боролись за золотой стандарт против биметаллизма. Бурбоны поддерживали доктрину прав штатов и реформаторские предложения, такие как реформу государственной службы; были противниками коррумпированных городских политических машин и возглавили борьбу с шайкой Твида.
После 1904 года влияние Бурбонов внутри партии пошло на спад, а в 1912 году Вудро Вильсон заключил сделку с главным оппонентом фракции, Уильямом Дженнингсом Брайаном: последний поддержал кандидатуру Вильсона от Демократической партии, за что получил должность государственного секретаря.
Термин «бурбонские демократы» никогда не являлся официальным названием какой-либо группы и в основном использовался в уничижительном смысле критиками фракции, жаловавшимися на их устаревшие взгляды (бурбон был распространённым напитком на американском юге).